# 大足鼠屬
大足鼠屬（Macrotarsomys），哺乳綱、囓齒目、馬島鼠科的一屬，而與大足鼠屬（碩大足鼠）同科的動物尚有馬島鼠屬（馬島鼠）、非洲沼鼠亞科、馬島倉鼠屬（馬島倉鼠）、裸鼠屬（裸鼠）等之數種哺乳動物。

## 下属物种
本属包括以下物种：
- Macrotarsomys bastardi Milne-Edwards & G.Grandidier, 1898
- Macrotarsomys ingens F.Petter, 1959
- Macrotarsomys peter Goodman & Soarimalala, 2005
- Macrotarsomys petteri Goodman & Soarimalala, 2005